# 威尼斯玻璃

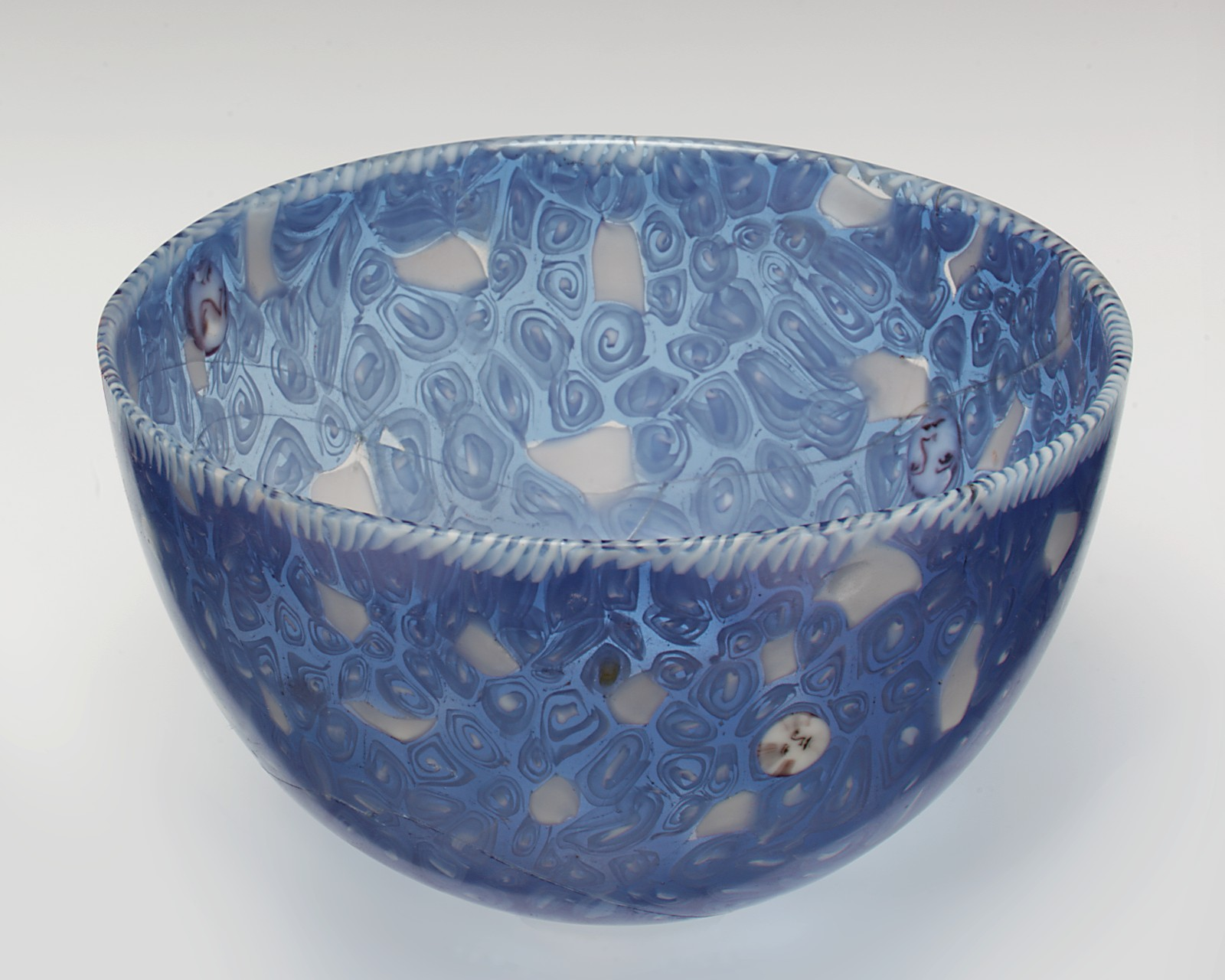
穆拉諾島的装饰碗

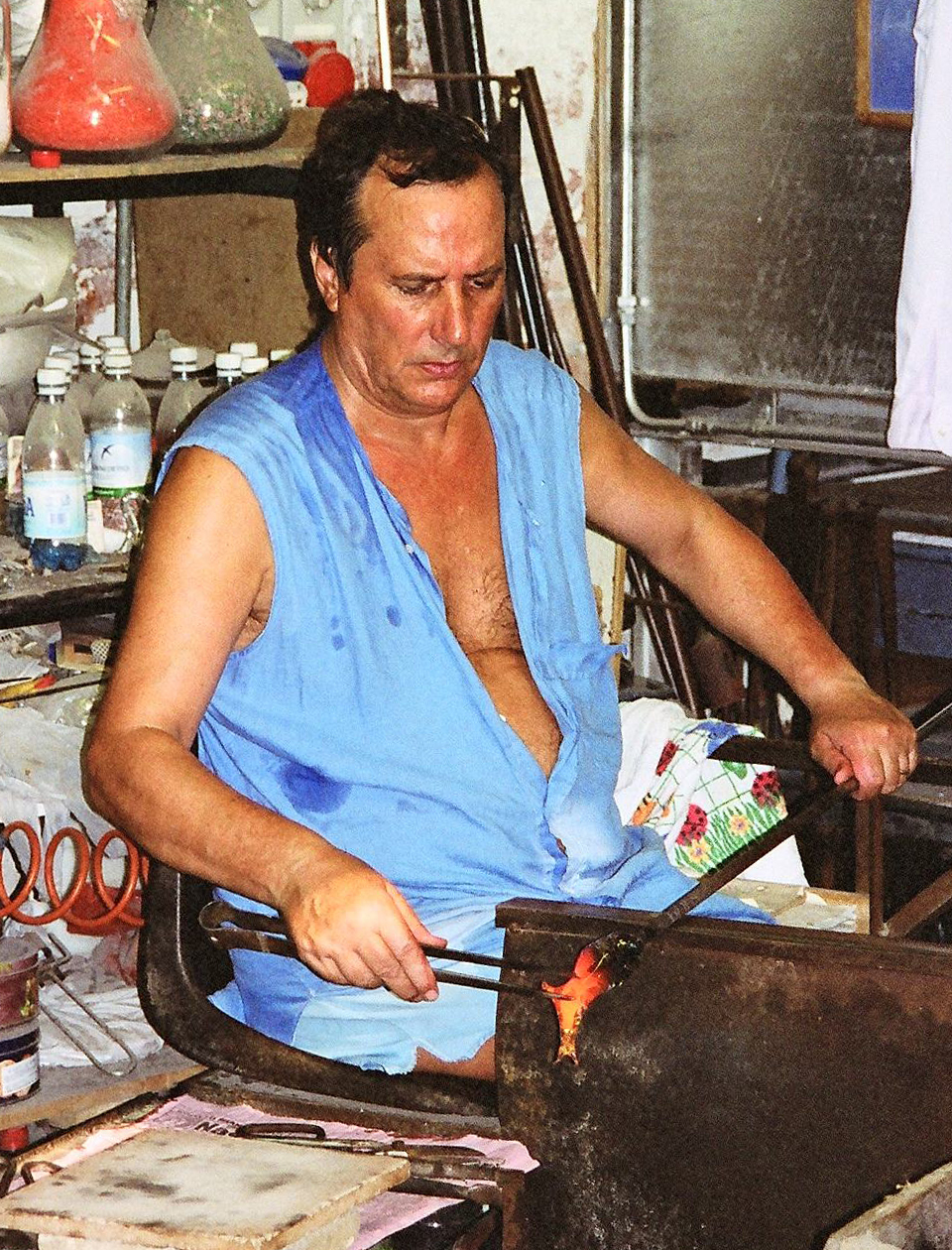
穆拉諾島的玻璃制造商

威尼斯玻璃（Venetian glass）是在意大利威尼斯生產的玻璃。威尼斯玻璃因其色彩丰富和手工而聞名。 12世纪，随着贸易的发展，威尼斯成为世界玻璃制造业的中心，威尼斯玻璃则成为那个时代玻璃高档品的代名词。

## 历史
西元前16世纪，古埃及发明了有色玻璃，后来腓尼基人又发明了无色玻璃，极大促进了玻璃的发展。西元前200年，巴比倫發明了玻璃吹管製玻璃的方法。西元十一世纪左右，德国人发明出了平面玻璃，因此到了十三世纪威尼斯将制造玻璃技术提升，之后很多以玻璃造成的餐具、器皿等都是由威尼斯製作。12世纪时随着贸易的发展，威尼斯成为世界玻璃制造业的中心。12世纪，随着贸易的发展，威尼斯成为世界玻璃制造业的中心。威尼斯政府为了垄断玻璃制造技术，把玻璃艺人集中在与威尼斯隔海相望的穆拉诺岛上。威尼斯玻璃生产的鼎盛时期是15世纪到16世纪，产品几乎独占欧洲市场，威尼斯人又在玻璃上粘上一层锡汞齐制成镜子来出售，轰动整个欧洲。